# Gegeneophis mhadeiensis
Gegeneophis mhadeiensis är en groddjursart som beskrevs av Bhatta, Dinesh, Prashanth och Chintamani R. Kulkarni 2007. Gegeneophis mhadeiensis ingår i släktet Gegeneophis och familjen Caeciliidae. IUCN kategoriserar arten globalt som otillräckligt studerad. Inga underarter finns listade i Catalogue of Life.